# 신영섭 (정치인)
신영섭(申英燮, 1955년 11월 16일 ~ )은 대한민국의 경제학자 출신 정치인이다. 서울특별시 마포구청장을 지냈다. 종교는 천주교이며, 세례명은 스테파노이다.

## 학력
- 숭문중학교 졸업
- 숭문고등학교 졸업
- 서울대학교 사회과학대학 경제학과 졸업 (경제학 학사)
- 카이스트 경영대학원 졸업 (경영학 석사)
- 뉴욕 주립 대학교 빙엄턴 대학원 졸업 (경제학 석사 및 박사)

## 경력
- 산업연구원 책임연구원
- 재정경제부 금융산업발전 심의위원
- 세종대학교 경제학과 겸임교수
- 주택경제연구원 연구위원
- 한국경제신문 논설위원
- 고려대학교 정책대학원 경제정책학과 초빙교수
- 한나라당 서울특별시당 마포구 갑 당원협의회 위원장
- 서울특별시 마포구청장 (2006.07 ~ 2010.06)
- 새누리당 서울특별시당 마포구 갑 당원협의회 위원장

## 역대 선거 결과
|  | 39.09% |

|  | 47.47% |

|  | 42.83% |

|  | 41.96% |